# Altlengbach
Altlengbach è un comune austriaco di 2 801 abitanti nel distretto di Sankt Pölten-Land, in Bassa Austria; ha lo status di comune mercato (Marktgemeinde).